# Le Philosophe scythe
Le Philosophe scythe est la vingtième fable du livre XII de Jean de La Fontaine situé dans le troisième et dernier recueil des Fables de La Fontaine, édité pour la première fois en 1693 mais daté de 1694.

## Texte de la fable
Un philosophe austère, et né dans la Scythie,

Se proposant de suivre une plus douce vie,

Voyagea chez les Grecs, et vit en certains lieux

Un Sage assez semblable au vieillard de Virgile,

Homme égalant les Rois, homme approchant des Dieux,

Et comme ces derniers, satisfait et tranquille.

Son bonheur consistait aux beautés d'un jardin.

Le Scythe l'y trouva, qui la serpe à la main,

De ses arbres à fruit retranchait l'inutile,

Ebranchait, émondait, ôtait ceci, cela,

               Corrigeant partout la nature,

Excessive à payer ses soins avec usure.

               Le Scythe alors lui demanda

Pourquoi cette ruine ? Etait-il d'homme sage

De mutiler ainsi ces pauvres habitants ?

Quittez-moi votre serpe, instrument de dommage.

               Laissez agir la faux du temps :

Ils iront assez tôt border le noir rivage.

J'ôte le superflu, dit l'autre, et l'abattant,

               Le reste en profite d'autant.

Le Scythe, retourné dans sa triste demeure,

Prend la serpe à son tour, coupe et taille à toute heure,

Conseille à ses voisins, prescrit à ses amis

               Un universel abattis.

Il ôte de chez lui les branches les plus belles,

Il tronque son verger contre toute raison,

               Sans observer temps ni saison,

               Lunes ni vieilles ni nouvelles.

Tout languit et tout meurt. Ce Scythe exprime bien

               Un indiscret stoïcien ;

               Celui-ci retranche de l'âme

Désirs et passions, le bon et le mauvais,

               Jusqu'aux plus innocents souhaits.

Contre de telles gens, quant à moi, je réclame.

Ils ôtent à nos cœurs le principal ressort :

Ils font cesser de vivre avant que l'on soit mort.
— Jean de La Fontaine, Fables de La Fontaine, Le Philosophe scythe, texte établi par Jean-Pierre Collinet, Fables, contes et nouvelles, Gallimard, « Bibliothèque de la Pléiade », 1991, p. 492